# Ondřej Šašinka
Ondřej Šašinka (Frýdek-Místek, 21 marzo 1998) è un calciatore ceco, attaccante dell'Hradec Králové.

## Statistiche

### Presenze e reti nei club
Statistiche aggiornate al 6 giugno 2023.
| Stagione             | Squadra              | Campionato           | Campionato | Campionato | Coppe nazionali | Coppe nazionali | Coppe nazionali | Coppe europee | Coppe europee | Coppe europee | Altre coppe | Altre coppe | Altre coppe | Totale | Totale |
| Stagione             | Squadra              | Comp                 | Pres       | Reti       | Comp            | Pres            | Reti            | Comp          | Pres          | Reti          | Comp        | Pres        | Reti        | Pres   | Reti   |
| -------------------- | -------------------- | -------------------- | ---------- | ---------- | --------------- | --------------- | --------------- | ------------- | ------------- | ------------- | ----------- | ----------- | ----------- | ------ | ------ |
| 2015-2016            | Baník Ostrava        | 1L                   | 6          | 0          | CRC             | 0               | 0               | -             | -             | -             | -           | -           | -           | 6      | 0      |
| 2016-feb. 2017       | Baník Ostrava        | 2L                   | 3          | 0          | CRC             | 3               | 2               | -             | -             | -             | -           | -           | -           | 6      | 2      |
| feb.-giu. 2017       | Senica               | 1L                   | 12         | 0          | CRC             | 0               | 0               | -             | -             | -             | -           | -           | -           | 12     | 0      |
| 2017-feb. 2018       | Baník Ostrava        | 1L                   | 6          | 0          | CRC             | 3               | 2               | -             | -             | -             | -           | -           | -           | 9      | 2      |
| feb.-giu. 2018       | ViOn Z.M.            | 1L                   | 11         | 2          | CRC             | 0               | 0               | -             | -             | -             | -           | -           | -           | 11     | 2      |
| 2018-2019            | Baník Ostrava        | 1L                   | 27         | 3          | CRC             | 6               | 1               | -             | -             | -             | -           | -           | -           | 33     | 4      |
| 2019-dic. 2019       | Slovácko             | 1L                   | 16         | 5          | CRC             | 2               | 1               | -             | -             | -             | -           | -           | -           | 18     | 6      |
| gen.-giu. 2020       | Baník Ostrava        | 1L                   | 13         | 1          | CRC             | 1               | 0               | -             | -             | -             | -           | -           | -           | 14     | 1      |
| 2020-2021            | Baník Ostrava        | 1L                   | 27         | 1          | CRC             | 3               | 1               | -             | -             | -             | -           | -           | -           | 30     | 2      |
| Totale Baník Ostrava | Totale Baník Ostrava | Totale Baník Ostrava | 82         | 5          |                 | 16              | 6               |               | -             | -             |             | -           | -           | 98     | 11     |
| 2021-2022            | Slovácko             | 1L                   | 13         | 2          | CRC             | 3               | 1               | UECL          | 0             | 0             | -           | -           | -           | 16     | 3      |
| 2022-2023            | Slovácko             | 1L                   | 19         | 0          | CRC             | 2               | 0               | UEL+UECL      | 1+5           | 1+0           | -           | -           | -           | 29     | 1      |
| Totale Slovácko      | Totale Slovácko      | Totale Slovácko      | 48         | 7          |                 | 7               | 2               |               | 6             | 1             |             | -           | -           | 61     | 10     |
| Totale carriera      | Totale carriera      | Totale carriera      | 153        | 14         |                 | 23              | 8               |               | 6             | 1             |             | -           | -           | 184    | 23     |

## Palmarès

### Club

#### Competizioni nazionali
- Coppa della Repubblica Ceca: 1

Slovácko: 2021-2022